# نهائي كأس آسيا 2015
نهائي كأس آسيا 2015 (بالإنجليزية: 2015 AFC Asian Cup final) هي مباراة كرة قدم أقيمت يوم 31 يناير 2015 على ملعب أستراليا في سيدني، أستراليا لتحديد الفائز بكأس آسيا 2015. لعبت بين كوريا الجنوبية والبلد المضيف أستراليا، في نهاية الحدث فاز منتخب أستراليا بالمباراة 2–1 في الوقت الإضافي وتأهلت لكأس القارات 2017 في روسيا.
قبل المباراة، وصلت كوريا الجنوبية إلى نهائي كأس آسيا ثلاث مرات (1972، 1980 و1988)، وحصلت على المركز الثاني في جميع المحاولات منذ تطبيق نظام خروج المغلوب. ومع ذلك، قبل هذا النظام، فازت كوريا الجنوبية بالبطولة مرتين (1956 و1960). وصلت أستراليا إلى المباراة النهائية مرة واحدة (2011) منذ انتقالها إلى الاتحاد الآسيوي لكرة القدم من اتحاد أوقيانوسيا لكرة القدم في عام 2006.

## الخلفية
قبل البطولة، التقى المتأهلان للنهائي 26 مرة، وفازت كوريا الجنوبية بتسع مباريات وأستراليا بعشر مباريات. التقى الفريقان لأول مرة في 14 نوفمبر 1967 في نهائي كأس كوك خانه 1967 في جنوب فيتنام. فازت أستراليا بالمباراة 3–2 وحصلت على أول شرف للبلاد في كرة القدم الدولية. آخر لقاء بين الفريقين، كان بالتعادل 0-0، أقيم في 20 يوليو 2013، في كأس شرق آسيا 2013 في كوريا الجنوبية. أستراليا، التي بدأت كأس آسيا 2015 كأحد المرشحين، احتلت المرتبة 100 في تصنيفات الفيفا العالمية والعاشرة بين فرق الاتحاد الآسيوي، بينما احتلت كوريا الجنوبية المرتبة 69 بشكل عام، والثالثة بين فرق الاتحاد الآسيوي.
دخلت كوريا الجنوبية كأس آسيا 2015 كأبطال آسيا مرتين، بعد أن فازت في أول جزأين من البطولة. ومع ذلك، كان نهائي 2015 هو أول ظهور لكوريا الجنوبية في النهائي منذ 26 عامًا، وثالث ظهور لها في النهائي منذ تطبيق نظام خروج المغلوب. توجت كوريا الجنوبية لأول مرة بطلاً لآسيا في النسخة الافتتاحية لكأس آسيا عام 1956، التي أقيمت في هونغ كونغ. هناك، تم تنظيم المنافسة على شكل بطولة ذهابًا وإيابًا بين أربعة فرق بدون نهائي، وفازت كوريا الجنوبية بالبطولة بعد ثلاث مباريات فقط. نجحت كوريا الجنوبية في الدفاع عن لقبها في عام 1960 على أرضها. لم يكن الأمر كذلك حتى عام 1972 عندما حصلت كوريا الجنوبية على فرصة المنافسة على اللقب الآسيوي مرة أخرى، في أول نهائي للبطولة على الإطلاق بعد التغيير إلى نظام خروج المغلوب. خسرت كوريا الجنوبية المباراة أمام إيران 2-1 في الوقت الإضافي. فشلت كوريا الجنوبية مرة أخرى في الفوز بالمباراة النهائية في عام 1980، عندما خسرت 3-0 أمام الدولة المضيفة الكويت. في عام 1988، خاضت كوريا الجنوبية المباراة النهائية ضد السعودية في قطر. بعد البقاء بدون أهداف في نهاية الوقت الإضافي، حُسمت المباراة بركلات الترجيح، حيث فاز السعوديون باللقب بنتيجة 4-3.
كان نهائي 2015 هو المرة الثانية على التوالي التي تخوض فيها أستراليا نهائي كأس آسيا من أصل ثلاث مباريات فقط منذ انتقالها إلى الاتحاد الآسيوي لكرة القدم من اتحاد أوقيانوسيا لكرة القدم في عام 2006. في عام 2011، خسرت أستراليا أمام اليابان 1–0 في الوقت الإضافي.
تم الإعلان عن ملعب أستراليا كملعب لنهائي 2015 في 27 مارس 2013، إلى جانب الإعلان عن الملاعب الخمسة المستخدمة في البطولة. تم اختيار المكان بتفضيل ملعب ملبورن المستطيل، والذي تم اختياره بدلاً من ذلك لاستضافة المباراة الافتتاحية للبطولة بين أستراليا والكويت. يتمتع الملعب الذي تم اختياره للنهائي بأكبر سعة من تلك المستخدمة في البطولة، حيث تبلغ سعته 84000 متفرج. تم افتتاحه لأول مرة في عام 1999، وتم بناؤه لاستضافة دورة الألعاب الأولمبية في سيدني عام 2000. استضاف الملعب عددًا من الأحداث الرياضية الكبرى في سيدني، وتم استخدامه لسبع مباريات في كأس آسيا 2015، بما في ذلك أربع مباريات في دور المجموعات، ومباراة ربع النهائي ونصف النهائي، بالإضافة إلى المباراة النهائية.

## المباراة

### تفاصيل
| كوريا الجنوبية   | 1–2   | أستراليا                            |
| ---------------- | ----- | ----------------------------------- |
| سون هنغ من 90+1' | تقرير | ماسيمو لونغو 45' · جيمس ترويسي 105' |

| كوريا الجنوبية | أستراليا |

| GK           | 23 | جين هيون كيم     |  |     |
| RB           | 22 | تشا دو ري        |  |     |
| CB           | 5  | غواك تاي هوي     |  |     |
| CB           | 19 | كم يونغ غوون     |  |     |
| LB           | 3  | كيم جين سو       |  |     |
| CM           | 20 | جانغ هيون سو     |  |     |
| CM           | 16 | غي سونغ يونغ (c) |  |     |
| RW           | 7  | سون هيونغ مين    |  |     |
| AM           | 10 | نام تاي هي       |  | 63' |
| LW           | 6  | باك جو هو        |  | 71' |
| CF           | 18 | لي جيونغ-هيوب    |  | 87' |
| البدلاء:     |    |                  |  |     |
| FW           | 11 | إي غن هو         |  | 63' |
| MF           | 14 | هان كوك-يونغ     |  | 71' |
| DF           | 4  | كيم جو-يونغ      |  | 87' |
| المدرب:      |    |                  |  |     |
| أولي شتيليكه |    |                  |  |     |

| GK             | 1  | ماثيو رايان       |     |     |
| RB             | 2  | إيفان فرانيتش     | 6'  | 74' |
| CB             | 20 | ترنت سينزبوري     |     |     |
| CB             | 6  | ماثيو سبيرانوفيتش | 59' |     |
| LB             | 3  | جيسون ديفيدسون    | 41' |     |
| RM             | 5  | مارك ميليغان      |     |     |
| CM             | 15 | ميلي يديناك (c)   | 66' |     |
| LM             | 21 | ماسيمو لونغو      |     |     |
| RF             | 10 | روبي كروز         | 68' | 71' |
| CF             | 4  | تيم كاهيل         |     | 63' |
| LF             | 7  | ماثيو لكي         |     |     |
| البدلاء:       |    |                   |     |     |
| FW             | 9  | تومي يوريتش       |     | 63' |
| MF             | 14 | جيمس ترويسي       |     | 71' |
| MF             | 17 | مات مكاي          |     | 74' |
| المدرب:        |    |                   |     |     |
| إنج بوستيكوغلو |    |                   |     |     |

| رجل المباراة: ترنت سينزبوري (أستراليا) الحكام المساعدون: رضا سخندان (إيران) محمد رضا أبو الفضلي (إيران) الحكم الرابع: فهد المرداسي (السعودية) الحكم الخامس: عبدالله الشلوي (السعودية) |

## روابط خارجية
- الموقع الرسمي